# Canzonissima 1968

I conduttori di Canzonissima 1968. Da sinistra: Paolo Panelli, Mina e Walter Chiari

Canzonissima 1968 è stata una trasmissione musicale, andata in onda dal 28 settembre del 1968 al 6 gennaio del 1969. Fu condotta da Mina affiancata da Walter Chiari e da Paolo Panelli.

## Il programma
Gli spettacoli abbinati alla Lotteria Italia, originariamente intitolati Canzonissima, dal 1963 al 1967 prendono titoli diversi (per es. Partitissima o Napoli contro tutti) e cambiano format ogni anno, per tornare al titolo originale a partire dal successivo 1968.
I conduttori di questa edizione furono Mina, Walter Chiari e Paolo Panelli.
Come di consueto, il programma è costituito da una gara fra cantanti, articolata nelle varie puntate in cui i quarantotto partecipanti (sei per puntata) eseguono una canzone del loro repertorio, scelta dalla commissione costituita dal regista della trasmissione Antonello Falqui, dal Maestro Bruno Canfora, direttore dell'Orchestra della Rai, da Guido Sacerdote e da cinque funzionari televisivi; dopo un'ulteriore fase eliminatoria, i dodici finalisti (che sono quelli che riportano i migliori piazzamenti, non necessariamente legati alla puntata a cui hanno partecipato ma in assoluto) devono invece proporre una canzone inedita.

La copertina del 33 giri di Mina Canzonissima '68

Prima dell'inizio della prima puntata, però, si susseguono le polemiche: dapprima due degli autori, Antonio Amurri e Maurizio Jurgens, decidono di abbandonare il progetto agli inizi di settembre, poi vi è la protesta dei cantanti (guidati da Claudio Villa) contro Mina, non ritenendo corretto che una loro collega possa ripetere (come da regolamento) i ritornelli delle canzoni in gara.
Solo giovedì 26 settembre - due giorni prima della partenza - viene trovato l'accordo, stipulato tra i funzionari Rai e i rappresentanti dei cantanti (Gianni Morandi, Edoardo Vianello, Jimmy Fontana e Tony Renis): viene abolito il medley di Mina, si riduce il numero di cantanti stranieri da dodici a quattro e si aumenta la retribuzione prevista per i cantanti (centomila lire per l'esibizione e cinquantamila per le prove).
Il Maestro Canfora sceglie come sigla iniziale una sua vecchia composizione intitolata Una banda nella testa, che diventa Zum zum zum e viene cantata in coro dai cantanti partecipanti (doppiati dal complesso vocale I Cantori Moderni diretto da Alessandro Alessandroni), mentre Mina interpreta la sigla finale Vorrei che fosse amore.
Gli autori sono Marcello Marchesi, Italo Terzoli ed Enrico Vaime, le coreografie sono curate da Gino Landi, le scene da Cesarini da Senigallia e i costumi da Corrado Colabucci.
Mina si ritaglia, nel corso del programma, uno spazio in ogni puntata per cantare alcune canzoni; molte di queste verranno inserite nell'album Canzonissima '68, che la PDU pubblicherà poco dopo la trasmissione.

## Prima fase - Le eliminatorie
Sono evidenziati in grassetto i finalisti

### Prima puntata (28 settembre 1968)
- Edoardo Vianello: Il capello - RCA Italiana
- Anna Identici: Quando m'innamoro - Ariston Records
- Jimmy Fontana: La nostra favola - RCA Italiana
- Carmen Villani: Il profeta - Fonit Cetra
- Giorgio Gaber: Goganga - Vedette
- Patty Pravo: La bambola - RCA Italiana

### Seconda puntata (5 ottobre 1968)
- Enzo Jannacci: Vengo anch'io. No, tu no - ARC
- Jula de Palma: Tua - Parade
- Bruno Martino: E la chiamano estate
- Peppino Di Capri: Nessuno al mondo
- Orietta Berti: Io, tu e le rose - Polydor
- Rocky Roberts: Stasera mi butto - Durium

### Terza puntata (12 ottobre 1968)
- Tony Renis: Quando dico che ti amo
- Iva Zanicchi: Come ti vorrei - Ri-Fi
- Nico Fidenco: Legata a un granello di sabbia
- Fausto Leali: Angeli negri - Ri-Fi
- Gloria Christian: Cerasella
- Johnny Dorelli: L'immensità - CGD

### Quarta puntata (19 ottobre 1968)
- Claudio Villa: Non ti scordar di me
- Betty Curtis: Con tutto il cuore
- Pino Donaggio: Io che non vivo (senza te)
- Antoine: La tramontana  - Vogue
- Anna Marchetti: La rapsodia del vecchio Liszt - Meazzi
- Little Tony: Cuore matto - Durium

### Quinta puntata (26 ottobre 1968)
- Dino: Il sole è di tutti - ARC
- Ornella Vanoni: Un'ora sola ti vorrei - Ariston Records
- Riccardo Del Turco: Figlio unico - CGD
- Gianni Pettenati: Bandiera gialla
- Gigliola Cinquetti: La rosa nera - CGD
- Sergio Endrigo: Canzone per te - Fonit Cetra

### Sesta puntata (3 novembre 1968)
Questa puntata va in onda di domenica invece che di sabato, per rispettare la festa del 2 novembre.
- Miranda Martino: Se io fossi come te
- Michele: Io tornerò
- Shirley Bassey: This is my life
- Fred Bongusto: Ore d'amore
- Caterina Caselli: Perdono - CGD
- Lucio Dalla: Il cielo - ARC

### Settima puntata (9 novembre 1968)
- Gino Paoli: Il cielo in una stanza
- Marisa Sannia: Casa bianca
- Sergio Bruni: Vieneme 'nzuonno
- Robertino: Era la donna mia
- Wilma Goich: Se stasera sono qui - Dischi Ricordi
- Gianni Morandi: Tu che m'hai preso il cuor - RCA Italiana

### Ottava puntata (16 novembre 1968)
- Aurelio Fierro: 'a pizza - King
- Louiselle: Il cacciatore - Parade
- Al Bano: Nel sole - EMI Italiana
- Umberto Bindi: Il nostro concerto
- Milva: Little Man
- Don Backy: Canzone - Amico

## Seconda fase - Le eliminatorie
Sono evidenziati in grassetto i finalisti

### Nona puntata (23 novembre 1968)
- Enzo Jannacci: Gli zingari
- Milva: M'ama non m'ama
- Rocky Roberts: Sono tremendo
- Sergio Endrigo: La colomba
- Orietta Berti: Non illuderti mai
- Jimmy Fontana: La sorpresa
- Shirley Bassey: Io per lui
- Michele: Giovanna non piangere

### Decima puntata (30 novembre 1968)
- Al Bano: Il ragazzo che sorride
- Gigliola Cinquetti: Quelli erano giorni
- Dino: La tua immagine
- Johnny Dorelli: Non è più vivere
- Fred Bongusto: Il fischio
- Patty Pravo: Sentimento
- Claudio Villa: Serenata messicana
- Marisa Sannia: Io ti sento

### Undicesima puntata (7 dicembre 1968)
- Robertino: Non t'aspettavo più
- Caterina Caselli: Insieme a te non ci sto più
- Don Backy: Samba
- Ornella Vanoni: Sono triste
- Little Tony: Lacrime
- Gianni Morandi: Il giocattolo
- Betty Curtis: Vedrai vedrai
- Fausto Leali: Chiudo gli occhi e conto a sei

## Terza fase - Semifinali

### Dodicesima puntata (14 dicembre 1968)
- Claudio Villa: Povero cuore - Fonit Cetra
- Orietta Berti: Se m'innamoro di un ragazzo come te - Polydor
- Al Bano: Mattino - EMI Italiana
- Patty Pravo: Tripoli 1969 - RCA Italiana
- Johnny Dorelli: La neve - CGD
- Milva: La donna del buono a nulla - Dischi Ricordi

### Tredicesima puntata (21 dicembre 1968)
- Gianni Morandi: Scende la pioggia - RCA Italiana
- Marisa Sannia: Una donna sola - Fonit Cetra
- Sergio Endrigo: Camminando e cantando - Fonit Cetra
- Shirley Bassey: Chi si vuol bene come noi - United Artists
- Little Tony: La donna di picche - Durium
- Caterina Caselli: Il carnevale - CGD

## Terza fase - Finale
Nelle due puntate i cantanti finalisti eseguono le canzoni in un ordine diverso tra le due; nell'ultima puntata si proclama il vincitore

### Quattordicesima puntata (28 dicembre 1968)
- Caterina Caselli: Il carnevale - CGD
- Al Bano: Mattino - EMI Italiana
- Orietta Berti: Se m'innamoro di un ragazzo come te - Polydor
- Claudio Villa: Povero cuore - Fonit Cetra
- Patty Pravo: Tripoli 1969 - RCA Italiana
- Gianni Morandi: Scende la pioggia - RCA Italiana

### Quindicesima puntata (6 gennaio 1969 - finalissima)
- Claudio Villa: Povero cuore - Fonit Cetra
- Orietta Berti: Se m'innamoro di un ragazzo come te - Polydor
- Al Bano: Mattino - EMI Italiana
- Caterina Caselli: Il carnevale - CGD
- Gianni Morandi: Scende la pioggia - RCA Italiana
- Patty Pravo: Tripoli 1969 - RCA Italiana

## Classifica finale
| Posto | Titolo                               | Interprete       | Voti cartoline | Punti cartoline | Voti giurie | Media totale |
| ----- | ------------------------------------ | ---------------- | -------------- | --------------- | ----------- | ------------ |
| 1     | Scende la pioggia                    | Gianni Morandi   | 1.701.710      | 247,43          | 247         | 494,43       |
| 2     | Povero cuore                         | Claudio Villa    | 836.829        | 121,67          | 103         | 224,67       |
| 3     | Mattino                              | Al Bano          | 293.829        | 42,72           | 57          | 99,72        |
| 4     | Se mi innamoro di un ragazzo come te | Orietta Berti    | 254.874        | 37,06           | 38          | 75,06        |
| 5     | Tripoli 1969                         | Patty Pravo      | 149.664        | 21,76           | 38          | 59,76        |
| 6     | Il carnevale                         | Caterina Caselli | 201.928        | 29,36           | 17          | 46,36        |